# 毛虫俱乐部

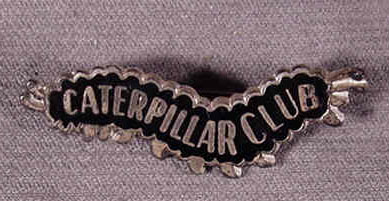
毛蟲俱樂部的別針

毛蟲俱樂部由一群成功使用降落傘從故障飛機中跳傘的人組成。 入會方式為經由降落傘製造商認證，申請人会獲得會員證書和徽章。 任何從故障飛機中跳傘後使用降落傘挽救生命的人都有資格獲得此認證（此處不包含一般參與休閒跳傘的業餘愛好者，或參與軍事訓練的跳傘者）
新澤西州機載系統公司至今仍延續認證會員並授予徽章的傳統。

## 歷史
該俱樂部由加拿大歐文降落傘公司的萊斯利·歐文(Leslie Irvin) 於1922 年創立。「毛毛蟲俱樂部」這個名稱的由來有幾種說法。其中一種是因為公司所使用的蠶絲是原始降落傘的材料之一，因此取名為「毛毛蟲」。另一種說法則將跳傘者飛入水中的情景與毛毛蟲透過絲線緩慢降落到地面做了類比。還有一種解釋是將毛毛蟲爬出繭的過程比喻為必須克服困難才能生存的象徵。。
俱樂部的座右銘是“生命取決於絲線”。
在1919年4月28日之前，飛行員從飛機上跳出並打開降落傘仍然是不可能的事情。原因是當時的降落傘尺寸較大，通常存放在飛機上的一個罐子中。若飛機因故障墜毀，降落傘無法直接展開。直到萊斯利·勒羅伊·歐文（Leslie Leroy Owen）發明了背包式降落傘，飛行員才能使用傘繩將其直接展開在空中。1919年4月，他加入了空軍降落傘研究小組並測試了他的發明——結果摔斷了腳踝。這段歷史記載可在歐文降落傘公司的早期小冊子中找到，他們並將1920年8月24日的跳傘者威廉·奧康納（William O'Connor）的成功存活歸功於歐文降落傘，然而，這一壯舉並未獲得正式承認。1922年10月20日，麥庫克野戰飛行站的站長哈羅德·R·哈里斯（Harold R. Harris）中尉從一架失效的戰鬥機上跳下，並且成功存活。不久之後，《代頓先驅報》的兩名記者意識未來會有更多的人從飛機上跳下，因此他們建議成立一個俱樂部來容納這些人，而毛毛蟲俱樂部因此成立，哈里斯成為了第一位俱樂部的會員。
從那時起，任何從故障飛機上跳下來的跳傘運動員都被視為毛毛蟲俱樂部的成員。1922年，萊斯利向每一個被他的降落傘救下的人贈送一枚金別針。到二戰結束時，佩戴別針的成員人數已增加至超過34,000人，而歐文的降落傘拯救的總人數估計為10萬人。原歐文公司的繼承人仍然為那些跳傘成功的人提供徽章。除了歐文降落傘公司外，其他降落傘製造商也向成功的跳傘運動員發放徽章。GC Parachutes於1940年成立了黃金俱樂部。新澤西州特倫頓的Switlik降落傘公司發行了金銀毛毛蟲別針。伊利諾州斯科基市的先鋒降落傘公司也向那些打包降落傘拯救生命的人頒發了獎牌。

## 會員資格
儘管 Switlik 俱樂部收取註冊費，但不收取年費。歐文俱樂部和斯維特利克俱樂部都發行了描繪毛毛蟲的金銀別針。歐文金毛毛蟲有著紫水晶般的眼睛。潛在會員必須將事件文件發送給製造商，以便製造商進行研究。
入會條件十分嚴格——會員必須透過跳傘救過自己的性命。因此，英國皇家空軍中士尼古拉斯·阿爾克馬德（Nicholas Alkemade）在第二次世界大戰期間，從英國皇家空軍的Avro Lancaster飛機上跳出時沒有使用降落傘，但他竟然毫髮無傷地降落在雪堆中。然而，由於沒有使用降落傘，他被拒絕加入俱樂部。

## 目前活躍社群分支
毛毛蟲俱樂部的一個活躍社群分支，每年三月都會在英格蘭西北部的布萊克浦舉行年度聚會/晚餐/舞會。 該俱樂部擁有約 70 名會員，其中包括前第二次世界大戰的英國皇家空軍機組人員、已故會員的家屬或準會員。 該俱樂部歡迎來自英國和世界各地的前毛毛蟲隊成員。